# Бидипі
Бидипі́ (рос. Быдыпи) — присілок в Балезінському районі Удмуртії, Росія.
В 1960-х роках присілок був центром сільської ради.

## Населення
Населення — 321 особа (2010; 337 в 2002).
Національний склад станом на 2002 рік:
- удмурти — 94 %